# دیلی (روستا)
دیلی (به انگلیسی: Dailly) یک روستا در بریتانیا است که در ایرشر جنوبی واقع شده‌است.